# Lướt ván nước tại Đại hội Thể thao Đông Nam Á 1987
Lướt ván nước tại Đại hội Thể thao Đông Nam Á năm 1987 được tổ chức tại khu nghỉ dưỡng biển Bedugul, Indonesia, từ ngày 15 đến 16 tháng 9 năm 1987. Các vận động viên tranh tài ở ba nội dung chính là tricks (màn nghệ thuật), jumping (nhảy cầu) và slalom (vượt chướng ngại vật), dành cho cả nam và nữ. Chỉ có 2 đoàn là Indonesia và Singapore dành huy chương tại môn thể thao này, trong đó đoàn chủ nhà Indonesia nhất toàn đoàn với 5 huy chương vàng.

## Tóm tắt kết quả

### Nam
| Nội dung | Vàng               | Vàng     | Bạc                | Bạc   | Đồng               | Đồng  |
| -------- | ------------------ | -------- | ------------------ | ----- | ------------------ | ----- |
| Tricks   | Rahardjo Priambodo | 7,230pts | Devy Tulong        | 5,720 | William Teo        | 4,720 |
| Jumping  | Zuhdy Ahmad        | 78.61 m  | Rahardjo Priambodo | 76.34 | David Tulong       | 68.63 |
| Slalom   | Jassmie Hussein    | 42,5     | Paul Fong          | 42,25 | Rahardjo Priambodo | 12    |

### Nữ
| Nội dung | Vàng             | Vàng    | Bạc             | Bạc   | Đồng             | Đồng  |
| -------- | ---------------- | ------- | --------------- | ----- | ---------------- | ----- |
| Tricks   | Baiq Herawati    | 8,140   | Nuniek Nurdiati | 4,080 | Vera Yolandasari | 3,160 |
| Jumping  | Nuniek Nurdiaty  | 46.21 m | Lettia Gaw      | 41.11 | Hernawaty        | 34.31 |
| Slalom   | Vera Yolandasari | 13      | Nuniek Nurdiati | 7,5   | Koh Chai Hong    | 7     |

## Bảng huy chương
| Hạng               | Đoàn               | Vàng | Bạc | Đồng | Tổng số |
| ------------------ | ------------------ | ---- | --- | ---- | ------- |
| 1                  | Indonesia (INA)    | 5    | 4   | 4    | 13      |
| 2                  | Singapore (SIN)    | 1    | 2   | 2    | 5       |
| Tổng số (2 đơn vị) | Tổng số (2 đơn vị) | 6    | 6   | 6    | 18      |